# Vela en los Juegos Asiáticos
La Vela en los Juegos Asiáticos tuvo su primera aparición en la edición de 1970 en Bangkok, Tailandia; pero fue hasta la edición de 1990 que se incluye la categoría femenil. El deporte ha estado en el programa de los juegos desde entonces excepto en la edición de 1974, ya que forma parte del programa deportivo de los Juegos Olímpicos.
China lidera el medallero histórico de la disciplina, pero Corea del Sur y han sido varios los países que han ganado el medallero del deporte en cada edición de los juegos.

## Ediciones
| Edición | Año  | Ciudad Sede | País Sede     | Campeón       |
| ------- | ---- | ----------- | ------------- | ------------- |
| VI      | 1970 | Bangkok     | Tailandia     | Japón         |
| VIII    | 1978 | Bangkok     | Tailandia     | Japón         |
| IX      | 1982 | New Delhi   | India         | Pakistán      |
| X       | 1986 | Seoul       | Corea del Sur | Corea del Sur |
| XI      | 1990 | Beijing     | China         | Japón         |
| XII     | 1994 | Hiroshima   | Japón         | China         |
| XIII    | 1998 | Bangkok     | Tailandia     | Corea del Sur |
| XIV     | 2002 | Busan       | Corea del Sur | China         |
| XV      | 2006 | Doha        | Catar         | Singapur      |
| XVI     | 2010 | Guangzhou   | China         | China         |
| XVII    | 2014 | Incheon     | Corea del Sur | Corea del Sur |

## Medallero
| #     | País               | Oro | Plata | Bronce | Total |
| ----- | ------------------ | --- | ----- | ------ | ----- |
| 1     | China              | 27  | 15    | 12     | 54    |
| 2     | Corea del Sur      | 21  | 10    | 15     | 46    |
| 3     | Japón              | 16  | 22    | 12     | 50    |
| 4     | Singapur           | 13  | 11    | 17     | 41    |
| 5     | Tailandia          | 10  | 14    | 22     | 46    |
| 6     | Hong Kong          | 6   | 10    | 5      | 21    |
| 7     | Pakistán           | 5   | 3     | 2      | 10    |
| 8     | Malasia            | 3   | 8     | 2      | 13    |
| 9     | Indonesia          | 2   | 1     | 3      | 6     |
| 10    | India              | 1   | 6     | 10     | 17    |
| 11    | Birmania           | 1   | 1     | 4      | 6     |
| 12    | Sri Lanka          | 0   | 1     | 1      | 2     |
| 13    | República de China | 0   | 1     | 0      | 1     |
| 13    | Filipinas          | 0   | 1     | 0      | 1     |
| 13    | Catar              | 0   | 1     | 0      | 1     |
| Total | Total              | 105 | 105   | 105    | 315   |